# سي إتش-53 سي ستاليون
سي إتش-53 سي ستاليون (بالإنجليزية: Sikorsky CH-53 Sea Stallion)‏ هو اسم عام لمجموعة مروحيات سيكورسكاي إس-65 وهي مجموعة مروحيات رفع ثقيلة وظيفتها التي تُستخدم من أجلها عادة هي نقل المروحيات الأخرى. في الأصل تم تصميمها وإنتاجها لكي تستخدمها قوات مشاة بحرية الولايات المتحدة، لكن حاليا يتم بيعها لألمانيا وإيران وإسرائيل والمكسيك. وإحدى طائرات هذه المجموعة وهي «سيكورسكاي إم إتش-53» استخدمتها القوات الجوية الأمريكية خلال حرب فيتنام المتأخرة.

## الطرازات

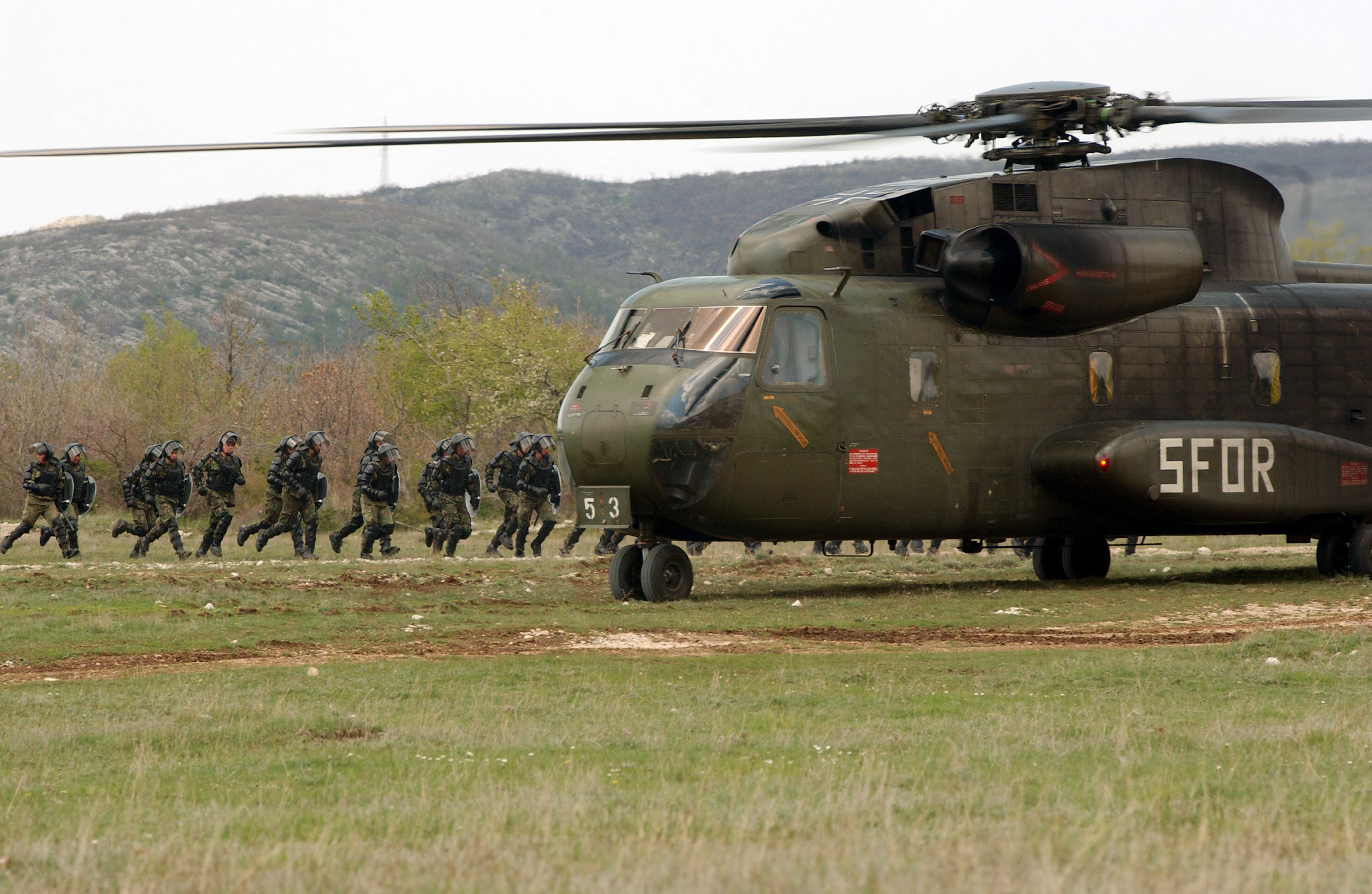
مروحية "سي إتش-53 جي" التي يملكها الجيش الألماني، وفي الصورة يتمرن الجنود الألمان في البوسنة.

واي سي إتش-53 إيههما النموذجان الأصليان الأوليان الذين قد بدأت المجموعة بهما، ويعمل محركهما بقوة 2850 حصان.
سي إتش-53 إيهأنتجت لكي تستخدمها قوات مشاة بحرية الولايات المتحدة، صُنعت منها 139 مروحية.
آر إتش-53 إيهتم تطويرها عن «سي إتش-53 أ» لنقل الألغام جويا يعمل محركها بقوة 3925 حصان، تم إنتاجها من أجل بحرية الولايات المتحدة.
تي إتش-53 إيهتم تطويرها عن «سي إتش-53 أ» للنقل العسكري من أجل القوات الجوية الأمريكية.
سي إتش-53 ديهي مروحية «سي إتش-53 أ» مع جهاز نقل حركة مُطوّر (وهو الجهاز أو النظام الذي يُزود المروحية بسرعتها وقوّتها) بالإضافة إلى كابينة أوسع تتسع لـ55 جندي. أنتجت من أجل قوات مشاة بحرية الولايات المتحدة، وقد صُنعت 126 مروحية منها.
آر إتش-53 ديأنتجت لنقل الألغام من أجل بحرية الولايات المتحدة، صُنعت منها 30 لبحرية الولايات المتحدة وستة لطيران البحرية الإيرانية الملكية.
في إتش-53 ديأنتجت للنقل من أجل قوات مشاة بحرية الولايات المتحدة.
سي إتش-53 دي ياسَريتم تصديرها إلى إسرائيل (سميت نسبة إلى مزرعة «ياسَر» اليهودية في شمال إسرائيل)، وقد قامت شركة إسرائيل لصناعات الطيران والفضاء بتطويرها عن «سي إتش-53 د» وصنعت منها طرازين متطورين وهما «ياسَر 2000» و«ياسَر 2025».
في إتش-53 إفهي ستة نماذج لقوات مشاة بحرية الولايات المتحدة لم يتم تصنيعها.
سي إتش-53 جيهي طراز من «سي إتش-53 دي» تم تطويره من أجل الجيش الألماني، وقد طور الألمان نموذجا منها اسمه «سي إتش-53 إس» كانت 89 منها في الخدمة في الجيش الألماني عام 2007، ويُخطط لتخفيض عددها إلى 80 بحلول عام 2014. ويُخطط الألمان لتزويد هذه المروحيات بمحركات «تي64-100». صُنعت 112 منها.
سي إتش-53 جي إسهي تطوير لمروحيات من طراز «سي إتش-53 جي»، تم تزويدها بصاروخ إضافي ووسائل اتصال أكثر تطورا ونظام ملاحة وعبوتي وقود خارجيتين إضافيتين وذلك في أواخر عام 1990م. وقد زودت لاحقا بمجموعة من محركات «تي64-100» لكي تعمل في ظروف الحرارة الشديدة والارتفاع الشاهق حيث أنها تُستخدم في أفغانستان.
سي إتش-53 جي إس إكسهي تطوير إضافي لمروحية «إس إتش-53 جي إس»، حيث أنها زُودت بأجهزة إلكترونية حديثة وعبوتي وقود خارجيتين إضافيتين ومصفاة للغبار للمحرك. مهمتها هي نقل الجنود في |أفغانستان وقد بدأت عملها عام 2009.
سي إتش-53 جي إيههي تطوير إضافي لمروحية «إس إتش-53 جي إس»، سوف تزود بنظام طيران جديد وبطيار آلي وبنظامي اتصالات وملاحة جديدين وعبوة وقود داخلية احتياطية. وسوف يكتمل تصميمها وبناؤها في عام 2013.
لبقية الطرازات انظر: سيكورسكاي إم إتش-53 وسي إتش-53 إي سوبر ستاليون.

## المستخدمون
النمسا
- القوات الجوية النمساوية، اشترت مجموعة من المروحيات في عام 1968 وتسلمتها في عام 1970، لكنها باعتها لإسرائيل في عام 1981 بسبب كلفة تشغيلها المرتفعة.

 ألمانيا
- الجيش الألماني، في نوفمبر 2008 كانت 96 منها بالخدمة.

 المكسيك
- القوات الجوية المكسيكية، اشترت أربع مروحيات «ياسَر 2000» من إسرائيل في عام 2005، وفي نوفمبر 2008 كانت جميعها في الخدمة.

 إيران
- طيران بحرية جمهورية إيران الإسلامية، اشترت ستة مروحيات من طراز «آر إتش-53 دي»، وقد كانت 3 منها في الخدمة في نوفمبر 2008.

 إسرائيل
- القوات الجوية الإسرائيلية، كانت تملك 33 مروحية «سي إتش-53 إس» في الخدمة في نوفمبر 2008.

 الولايات المتحدة
- قوات مشاة بحرية الولايات المتحدة، كانت تملك 178 مروحية «سي إتش-53 دي» مُخزنة في نوفمبر 2008.

## انظر ايضًا
- سيكورسكي للطائرات
- إيه إن/إيه آر سي-164